# Annita á Fríðriksmørk
Annita á Fríðriksmørk (Tórshavn, 27 de juliol de 1968) és una política i docent feroesa. És membre del Partit Republicà Feroès (Tjóðveldi)

## Antecedents
Annita á Fríðriksmørk és la filla de Simona Abrahamsen i Henry Frederiksberg, i es va criar a Strendur, a l'illa d'Eysturoy Està casada amb Páll Olsen, amb qui ha tingut dos fills Símun Pauli i Brynhild. La família viu a Hoyvík. Va estudiar a l'Escola de professors de les illes Fèroe (Føroya Læraraskúli) l'any 1992 i ha treballat com a professora des de 1992 a les illes Fèroe i Dinamarca. Des de 1996 imparteix classes a l'Escola Tècnica de Tórshavn.

## Carrera política
Annita á Fríðriksmørk va ser elegida membre del Løgting (Parlament feroès) per primera vegada el 1998. Va ser presidenta de la Comissió de Cultura i membre de l'òrgan parlamentari responsable del control del sistema penal. També es va asseure a la comissió preparant la futura constitució de les Illes Feroe en cas de separació de Dinamarca.
Va ser Ministra de Cultura del segon govern d'Anfinn Kallsberg del 17 de setembre al 5 de desembre de 2003. En el seu breu mandat, es va signar l'acord de cooperació cultural amb les illes Shetland.
El 2008 va ser membre temporal del Parlament de Dinamarca (Folketing) del 9 de setembre al 24 d'octubre com a substituta d'Høgni Hoydal, que era ministre en aquell moment.
En les eleccions generals de les illes Fèroe el 2015, va ser elegida novament. Va ser presidenta de la comissió permanent d'afers exteriors.
Actualment és una de les poques dones polítiques a les illes Fèroe, i està especialment compromesa amb la igualtat de gènere. A més, és portaveu del seu partit per a la política social, sanitària, petroliera i eclesiàstica. Juntament amb el seu company Finnur Helmsdal, va ser l'iniciadora de la Llei de Lluita contra la discriminació de les Illes Feroe, que des del 2006 també protegeix explícitament els homosexuals.